# 角田九郎
角田 九郎（つのだ くろう、前名・彦太郎、1868年4月24日〈明治元年4月2日〉 - 没年不明）は、日本の商人、鳥取県多額納税者、素封家、醸造家、政治家。

## 経歴
鳥取県人・角田九郎の長男。家業は酒造業。1904年、家督を相続する。1905年、前名・彦太郎を改める。御来屋町会議員をつとめる。酒造業を営む。
健康にすぐれなかったので、適度の運動の必要を悟り、余暇を以って園芸に精進し、特に菊の栽培に数十年従事する。

## 人物
豪商で、鳥取県多額納税者である。貴族院多額納税者議員選挙の互選資格を有する。住所は鳥取県西伯郡御来屋町（のち名和町、現大山町）。

## 家族・親族
角田家
- 父・九郎[1][5] - 1904年、退隠する[6]。
- 妹・あさ（1883年 - ?、鳥取、田村源太郎の妻）[1]
- 妻・さい（1876年 - ?、鳥取、後藤市右衛門の叔母）[1]
- 養子・克己[1]（1896年 - ?、酒造業[8]）
  - 同妻（1903年 - ?、鳥取、諸遊松五郎の二女）[1][9]
  - 同長男・平一郎[1]（角田酒造代表）
  - 同二男[1]
- 孫[1]

親戚
- 後藤市右衛門[1]（鳥取県多額納税者、質商）
- 田村源太郎[1]（鳥取県多額納税者、酒造家、肥料商）
- 名島嘉吉郎[1]（鳥取県多額納税者、名和川屋、醤油醸造、砂糖綛糸卸売業）
- 諸遊松五郎（山陰実業銀行取締役）[9]